# سفارة كوريا الشمالية في ألمانيا
سفارة كوريا الشمالية في ألمانيا هي أرفع تمثيل دبلوماسي لدولة كوريا الشمالية لدى ألمانيا. تقع السفارة في برلين وهي تهدف لتعزيز المصالح الكورية شمالية في ألمانيا.

## وصلات خارجية
- قائمة سفارات كوريا الشمالية
- قائمة السفارات في ألمانيا